# Bjärnmortjärnen
Bjärnmortjärnen är en sjö i Norsjö kommun i Västerbotten och ingår i Rickleåns huvudavrinningsområde.